# Joseph Armand Jurion
Joseph Armand Jurion (Sint-Pieters-Leeuw, 24 de febrer de 1937) fou un futbolista belga de la dècada de 1960.
Fou 64 cops internacional amb la selecció belga de futbol entre 1955 i 1967. Pel que fa a clubs, defensà els colors del R.S.C. Anderlecht amb qui guanyà 8 lligues i una copa belgues.